# Sergueï Tcherviakov
Sergueï Tcherviakov (en russe : Сергей Червяков) est un joueur russe de volley-ball né le 17 septembre 1989 à Léningrad (oblast de Léningrad, alors en URSS). Il mesure 2,05 m et joue central.

## Clubs
| Club                      | De        | À         |
| ------------------------- | --------- | --------- |
| Samotlor Nijnievartovsk   | 2008-2009 | 2008-2009 |
| Spartak Saint-Pétersbourg | 2009-2010 | 2011-2012 |
| Dinamo Krasnodar          | 2012-2013 | ...       |

## Palmarès
Néant.